# Élections législatives nauruanes de 2000
Des élections législatives se sont tenues à Nauru le 8 avril 2000. La législature nauruane ayant un mandat de trois ans, et les élections précédentes s'étant tenues en 1997, il s'agissait de l'échéance ordinaire. L'ensemble des dix-huit sièges du Parlement national (monocaméral) devait être renouvelé.
L'ensemble des candidats furent sans étiquette, en l'absence de partis politiques.
La campagne fut « axée sur les politiques économiques du pays, l'éducation, la santé et l'élection du Président de la République au suffrage direct plutôt que par les membres du Parlement ».
À la suite de l'élection, le Président de la République sortant, René Harris, parvint à constituer brièvement une majorité parlementaire, et à être réélu à la présidence par une majorité de députés. Quelques jours plus tard, la fluctuation de l'affiliation des députés amena le Président à perdre sa majorité, et à renoncer à son poste. Le Parlement élit alors l'ancien Président Bernard Dowiyogo pour lui succéder.